# Косьяненко, Надежда Ивановна
Надежда Ивановна Косьяненко (1912 — 1980, Азовский район, Ростовская область) ― советский работник сельского хозяйства, звеньевая колхоза, Герой Социалистического Труда.

## Биография
Родилась в 1912 году.
Сведений о точной полной дате и месте рождения нет.
На момент награждения работала звеньевой колхоза «Красный водник» Азовского района Ростовской области.
Умерла в 1980 году.

## Награды
- Указом Президиума Верховного Совета СССР от 7 июля 1951 года за получение высоких урожаев хлопка в 1950 году на неполивных землях при выполнении колхозом обязательных поставок по всем видам сельскохозяйственной продукции, натуроплаты за работы МТС и обеспеченности семенами всех культур для весеннего сева 1951 года, звеньевой колхоза «Красный водник» Надежде Ивановне Косьяненко, получившей 10,9 ц/га на площади 20 га, было присвоено звание Героя Социалистического Труда с вручением ордена Ленина и золотой медали «Серп и Молот».
- Также награждена медалями.